# Perpetuo di Tours
Perpetuo di Tours (... – 30 dicembre 490) è stato vescovo di Tours dal 460 circa fino alla morte; è venerato come santo dalla Chiesa cattolica.

## Biografia
Successe ad un suo parente, probabilmente lo zio Eustochio, e fu seguito da un altro parente prossimo, Volusiano di Tours. Si disse di lui che avesse utilizzato il proprio patrimonio per portare soccorso ai poveri della diocesi.
Posto in cattedra verso il 460, egli guidò la diocesi per trent'anni e da quel poco che ci è dato sapere, durante il suo vescovado il cristianesimo in Turenna si sviluppò e consolidò notevolmente. Poco dopo la sua nomina, Perpetuo presiedette un sinodo di otto vescovo riuniti a Tours per la festa di San Martino, durante il quale furono promulgate importanti regole sulla disciplina ecclesiastica. Egli tenne un'accurata sorveglianza sul comportamento del clero della sua diocesi e vi è documentazione di preti rimossi dal loro incarico per indegnità.
Egli fece erigere monasteri e numerose chiese, ma quella più importante e nota è la Basilica di San Martino di Tours a Tours (470), che rimpiazzò la piccola cappella fatta erigere da Brizio per ospitare la tomba di san Martino di Tours. Egli era noto per la sua grande venerazione nei confronti di san Martino, e fece ampliare questa chiesa per sostenere il grande afflusso di pellegrini verso la tomba del santo.
Gregorio di Tours sostiene che fu Perpetuo a decretare l'obbligo per i diocesani di digiunare il mercoledì ed il venerdì, con la sola eccezione delle festività che cadevano in tali giorni. Egli riservò anche numerosi lunedì al digiuno, specialmente durante il periodo dell'anno riconosciuto successivamente come periodo di Avvento: questi digiuni furono osservati fino al VII secolo.
San Perpetuo compose una raccolta di miracoli di San Martino e affidò al retore Paolino di Périgueux il compito di trasporla in versi. L'opera fu redatta in esametri, distribuiti in sei libri.

## Il testamento di Perpetuo
Il testamento di Perpetuo fu pubblicato per la prima volta nel 1661 da Luc d'Achery nel suo Spicilegium. In questo testamento, un evidente falso, Perpetuo nomina i poveri come suoi eredi: «Voi, miei cari ed amati fratelli, mia corona, mia gioia, cioè poveri di Cristo, bisognosi, mendicanti, ammalati, vedove ed orfani, voi io qui vi nomino e decreto miei eredi.» San Perpetuo lasciò loro tutti i pascoli, boschi, vigne, case, giardini, mulini ad acqua, oro, argento e perfino i suoi vestiti.

## La traslazione del corpo
In un decreto del 774 emanato a Pavia nel giorno della vittoria sui Longobardi, Carlo Magno concesse parte del territorio di Solero (un comune dell'attuale provincia di Alessandria) ai canonici di San Martino di Tours. I religiosi francesi si trovavano a Pavia perché ivi possedevano una prebenda. Essi trasferirono alcuni religiosi a Solero e ivi iniziarono a costruire una chiesetta dedicata a San Martino, un loro monastero e un ospedaletto intitolato a San Perpetuo.
Nel IX secolo la vita a Tours si fece difficile a causa dell'invasione dei Normanni, che attaccavano anche le chiese. I canonici, che avevano già salvato altre volte le reliquie dei loro santi, decisero allora (alcune testimonianze riportano l'853), per motivi di sicurezza, di trasferire quelle di San Perpetuo nel lontano possedimento italiano di Solero, dov'è tuttora conservato.